# Antikorruption-Kommission der Republik Aserbaidschan
Die Antikorruption-Kommission der Republik Aserbaidschan (aserbaidschanisch: Azərbaycan Respublikasının Korrupsiyaya qarşı mübarizə üzrə Komissiyası) ist eine aserbaidschanische Kommission mit Sitz in Baku und ist ein unabhängiges und unparteiisches Kollegialorgan.

## Geschichte
Am 3. März 2004 wurde die Antikorruption-Kommission der Republik Aserbaidschan gegründet, welche im Kampf gegen Korruption spezialisiert ist. Konkretisiert werden seine Aufgaben und Befugnisse in der Verordnung über Antikorruption-Kommission der Republik Aserbaidschan, die am 3. Mai 2005 erlassen wurde.

## Rechtliche Grundlage
Rechtsgrundlagen für die Arbeit der Kommission sind die Verfassung der Republik Aserbaidschan, Internationale Verträge, deren Partei die Republik Aserbaidschan ist, die zum Gesetzgebungssystem der Aserbaidschanischen Republik gehörenden Akte und die Verordnung über die Antikorruption-Kommission.
Die Geschäftsordnung der Kommission wird durch den Leiter der Kommission bestimmt.

## Struktur

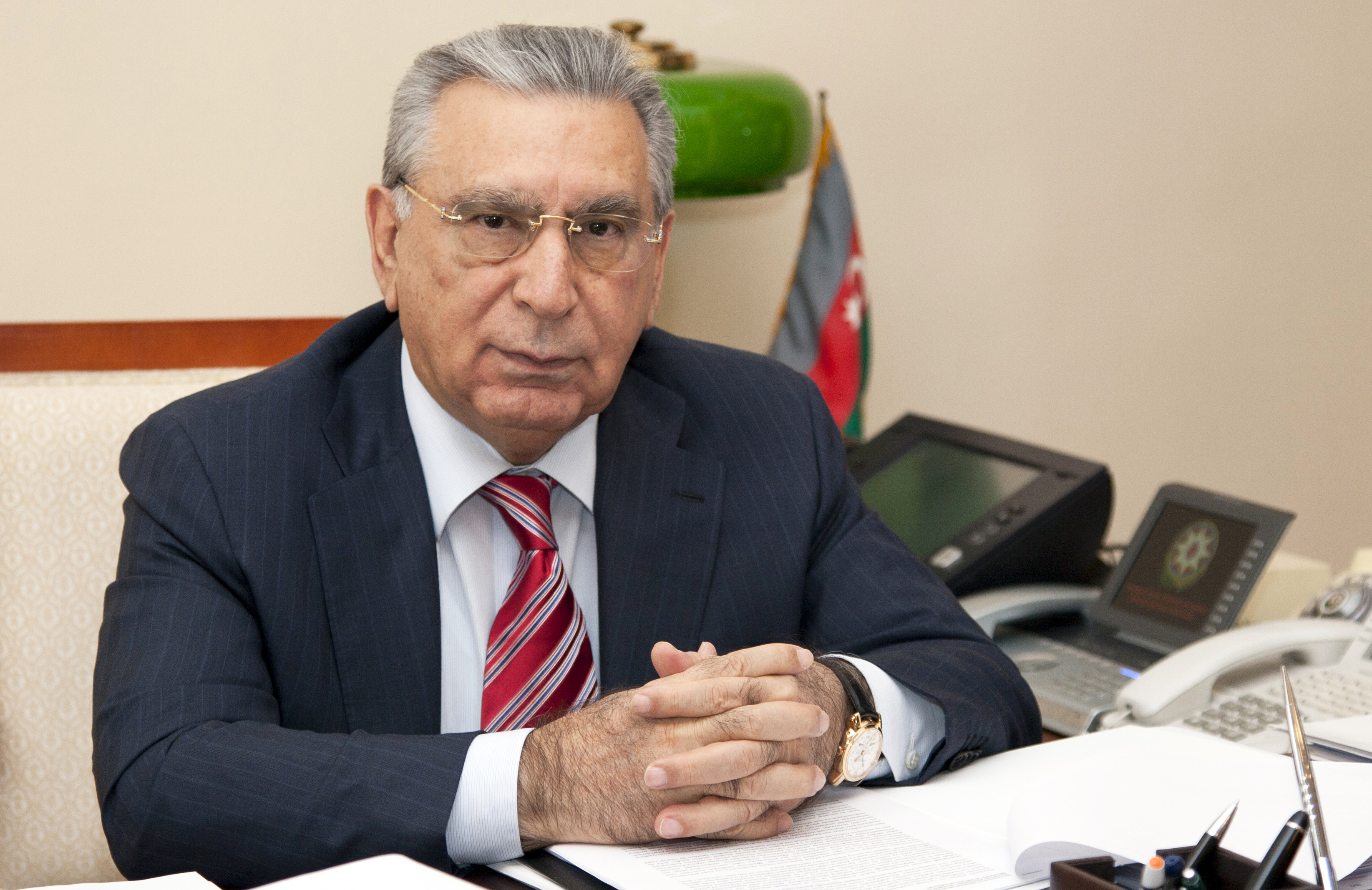
Ramiz Mehdiyev – Vorsitzender der Antikorruption Kommission der Republik Aserbaidschan.

Die Kommission besteht aus 15 Mitgliedern, die vom Präsidenten (5), vom Parlament (5) und dem Verfassungsgericht (5) ernannt werden.
Der Sitz der Antikorruption-Kommission ist in Baku. Der Vorsitzende der Kommission wird durch die Mitglieder der Kommission mit einfacher Mehrheit gewählt. Der Vorsitzende der Kommission ist aktuell Ramiz Mehdiyev. Die Kommissionssitzungen finden mindestens einmal im Vierteljahr statt.

## Kompetenzen
Die Kommission prüft den Stand der Korruptionsbekämpfung in Aserbaidschan und stellt dem Präsidenten, dem Parlament und dem Verfassungsgericht entsprechende Berichte vor. Ihr steht ein Sekretariat zur Verfügung, das die laufenden Geschäfte der Kommission wahrnimmt. Das Sekretariat untersteht unmittelbar dem Vorsitzenden und unterstützt ihn bei der Vorbereitung und Durchführung der Sitzungen sowie der Berichterstattung.
Die Kommission koordiniert die Zusammenarbeit der staatlichen und nicht-staatlichen Institutionen im Kampf gegen Korruption, sammelt und analysiert die Informationen über Korruptionsfälle und legt den entsprechenden staatlichen Organen Vorschläge über Korruptionsprävention vor.